# Museet Kanonerna vid Torp

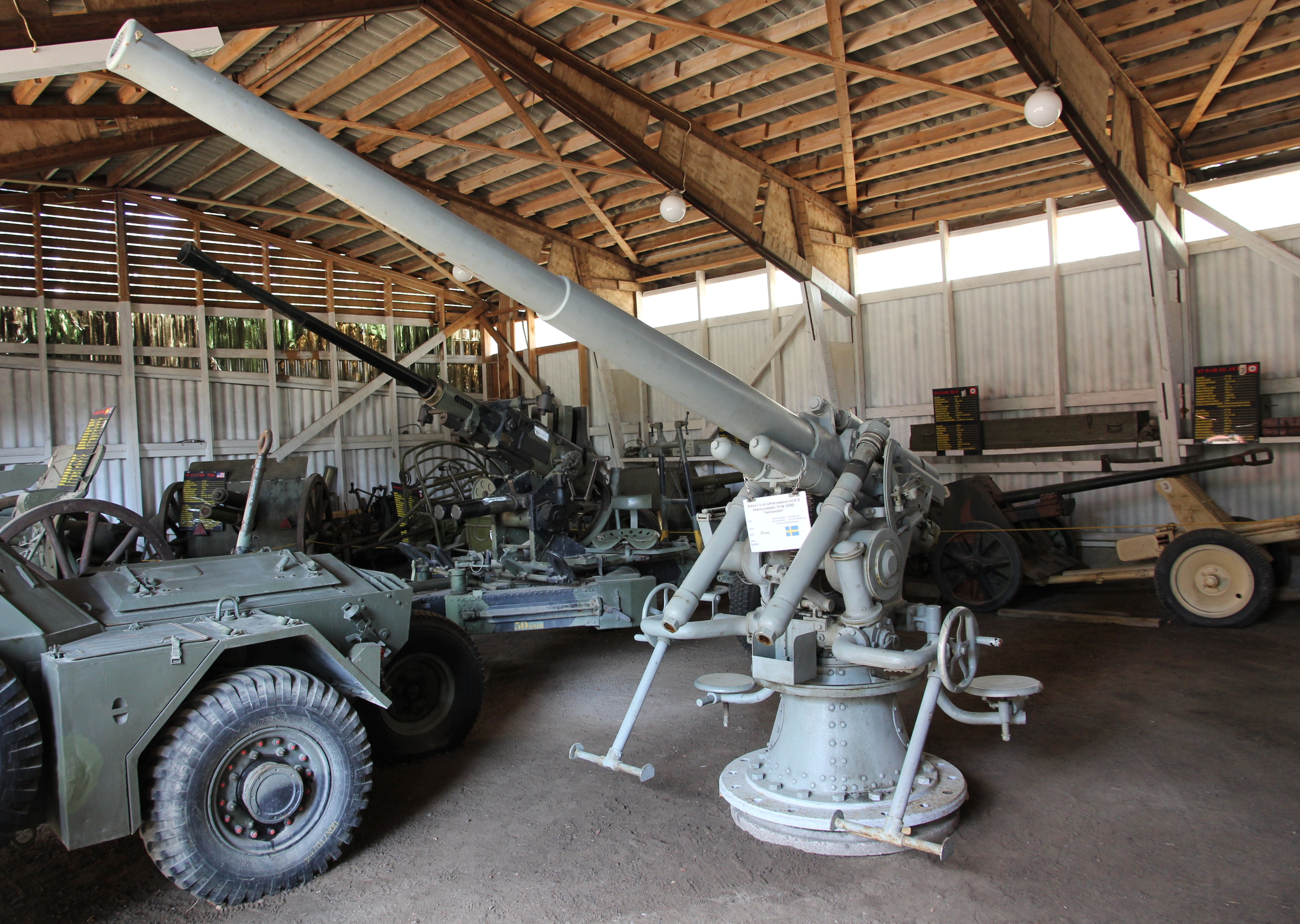
Interiör från en av utställningshallarna.

Krigsmuseum Kanonerna vid Torp Ingå, (finska: Sotamuseo Torpin Tykit Inkoo), är ett militärhistoriskt museum som ligger i Ingå kommun i landskapet Nyland i Finland. Inom Ingå kommun är museet belägen cirka två kilometer nordväst om Ingå tätortscentrum. Museet drivs i föreningsregi.  Fotografering inom museiområdet är tillåten

## Historia
Det hela tog sin början när Sven-Eric Wadstein började samla vapen som hobby. Med tiden växte hans samlingar, och vid någon tidpunkt föddes idén att grunda ett museum. 
Museum Kanonerna vid Torp r.f. grundades av Sven-Eric Wadstein, Camilla Högström och Hege Högström den 14 juni 1998.

## Samlingar

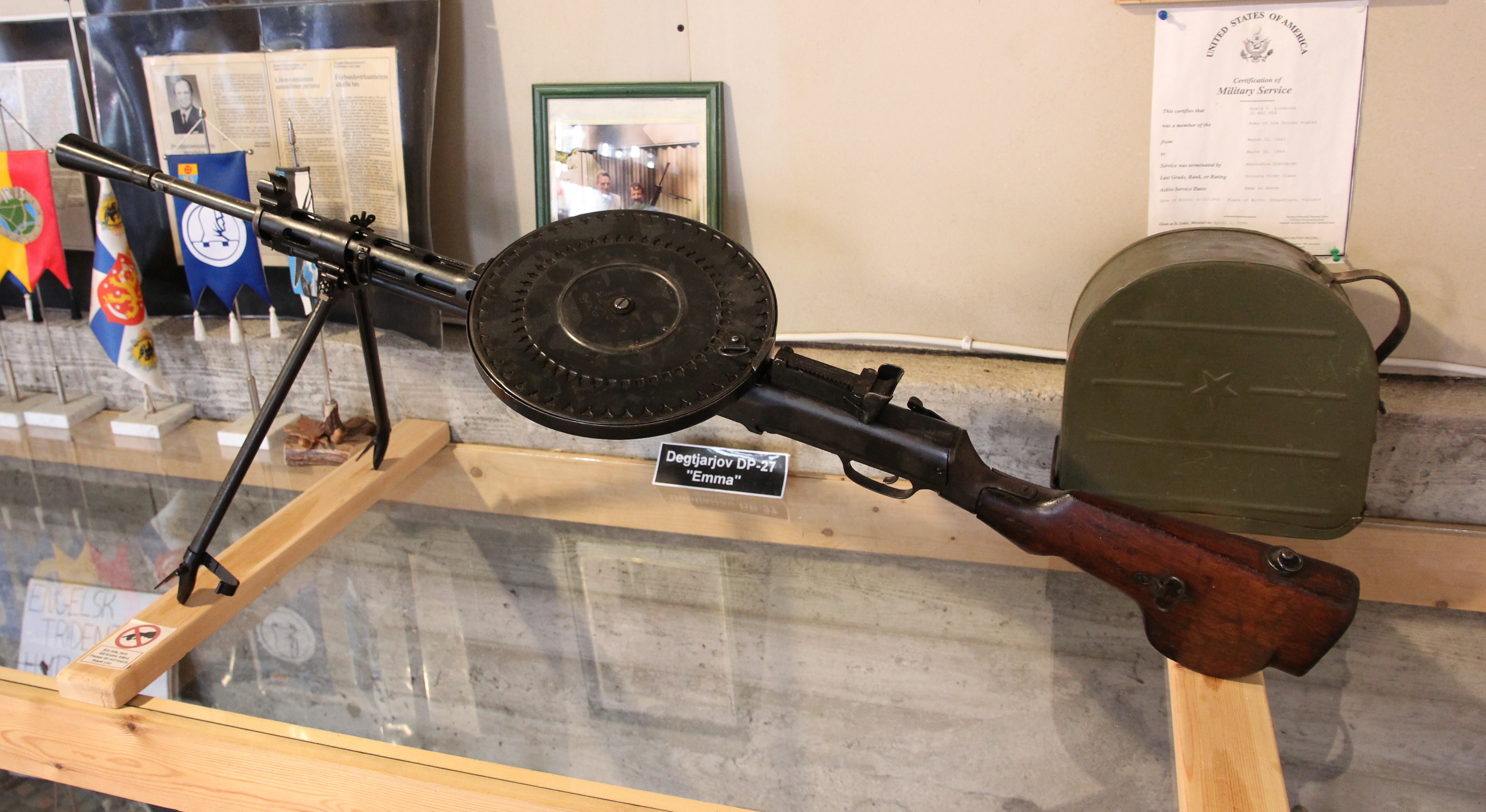
Ett ryskt Degtjarev DP-27 kulsprutegevär (finlandssvenska: snabbeldsgevär).

Museet hyser all slags krigsmateriel, med tonvikt på kanoner (mindre och större pjäser). Samlingarna omfattar i runda tal 40 olika kanoner (varav två stycken 105 mm fartygskanoner), en rysk Mi-8 transporthelikopter, MiG-21BIS/T ett stort antal militärfordon, vapen, uniformer, miniatyrmodeller med mera. Utställningarna är fördelade på tre hallar samt en miniatyrhall och utomhus.  